# Одудоподібні
Одудоподібні (Upupiformes) — невалідний ряд птахів, що втратив своє таксономічне значення. Включав дві родини: Одудові (Upupidae) та Слотнякові (Phoeniculidae), що містили 12 видів.

## Систематика
Раніше цих птахів розміщували у ряді сиворакшоподібних (Coraciiformes). У 2010-х роках, згідно з філогенетичними та молекулярними дослідженнями, ряд розформували, а його представників віднесли до ряду Bucerotiformes.